# 芜湖宣州机场
芜湖宣州机场（旧名芜湖宣城机场），是服务于安徽省芜湖市和宣城市的机场，于2021年4月30日通航。机场位于安徽省芜湖市湾沚区湾沚镇小庄村，距离芜湖市区38千米，距离宣城市区21千米。
按满足年旅客吞吐量120万人次、货邮吞吐量5000吨的目标设计，飞行区等级指标4C。主要建设内容：建设1条长2,800米、宽45米的跑道，主、次降方向均设置I类精密进近系统，1条长1,522米的局部平行滑行道和2条垂直联络道；建设2.5万平方米的航站楼和11个机位的站坪；配套建设空管、供油、供电、消防救援等设施。
2021年1月，機場完成試飛。在通過批核後，定於同年4月30日啟航，首天運行班次為來往北京大興國際機場的航班。

## 运营航空公司及航点
| 航空公司           | 目的地                       |
| ------------------ | ---------------------------- |
| 華夏航空（G5）     | 貴陽、長沙、重慶、西安、厦门 |
| 中國東方航空（MU） | 昆明、西安、長春             |
| 海南航空（HU）     | 哈爾濱、海口、三亞           |
| 中國聯合航空（KN） | 北京/大興、佛山              |
| 四川航空（3U）     | 成都/雙流、重慶              |
| 深圳航空（ZH）     | 深圳、青島                   |
| 桂林航空（GT）     | 桂林、大連                   |
| 中國南方航空（CZ） | 广州                         |
| 東海航空（DZ）     | 深圳                         |
| 祥鵬航空（8L）     | 西雙版納                     |